# Crematogaster yappi
Crematogaster yappi är en myrart som beskrevs av Auguste-Henri Forel 1901. Crematogaster yappi ingår i släktet Crematogaster och familjen myror. Inga underarter finns listade i Catalogue of Life.